# Historia de la música en el cine
La historia de la música en el cine recoge el papel de la música en las películas como parte de su banda sonora, para crear ambientación o como acompañamiento de la proyección.

## La música en el cine mudo o cine silente
Lejos de lo que pueda parecer, la música en el cine ya existía bastante antes de la aparición del sonido en el mundo del cine. Ya en el cine mudo la idea de acompañar las películas con música había sido utilizada. Es por ello que en las salas de cine de principios del siglo  XX había un piano, un gramófono o incluso una pequeña banda u orquesta. Sin embargo, es importante remarcar que, al menos en un primer momento, la idea de acompañar las películas con música no iba dirigida a reforzar la acción cinematográfica sino a apaciguar, dentro de lo posible, el ruido que hacían las bobinas de las cintas.
Más adelante, sin embargo, sí que surgió la idea de elegir la música en función de lo que se estaba viendo. Así, comienza a utilizarse música de grandes clásicos conocidos por el público, como Mendelssohn, Beethoven o Chopin, y aunque todavía no se podía llamar banda sonora, fue un primer paso muy importante.

### Las primeras bandas sonoras
En 1908 fue creada la primera banda sonora original de la Historia. Durante ese año, dos compositores, Camille Saint-Saëns y Mikhail Ippolitov-Ivanov, fueron los encargados de crear bandas sonoras originales para las películas El asesinato del duque de Guisa y Stenka Razin. Este hecho, sin embargo, más que ser visto como un ejemplo, fue aceptado simplemente como algo original. Así pues, el resto de películas aún siguieron siendo acompañadas por música conocida por la mayoría del público, para causar una mejor emoción al oírlas de fondo.
Este acompañamiento en directo, desaparecería con la llegada definitiva del cine sonoro el 6 de octubre de 1927 con El cantante de jazz, con música incidental de Louis Silvers, considerado el primer compositor para el cine.
En 1914, lo que antes había sido puramente anecdótico empezó a coger fuerza, ya que fueron cuatro las películas creadas con un fondo musical específico. La más emblemática de las cuatro fue Cabiria, que contó con la participación del músico compositor Joseph Carl Breil considerado uno de los primeros profesionales de bandas sonoras. En 1915, el número de películas con fondo musical creado específicamente para ellas aumentó hasta diez, cuatro de las cuales fueron compuestas por dicho Breil, que realizó la partitura de una producción emblemática al tiempo que controvertida: El nacimiento de una nación.
A partir de este momento se empiezan a generalizar las composiciones de este tipo, hasta el punto en que cada estudio acabara teniendo sus propios compositores.
Hacia finales de los Años Veinte, llegó el cine sonoro, muy revolucionario por ese entonces. Así pues, aunque hubo opositores como Charles Chaplin, podemos decir que con el sonido comienza una nueva etapa en el cine.

## Etapas de la música en el cine
Existen tres tiempos con marcas de diferencia en la evolución de la música en el cine.

### Sinfonismo clásico (1930-1950)
Durante los Años Treinta la música sufrió algunos cambios y pasó de ser un acompañamiento constante a una utilización más selectiva para remarcar ciertos momentos de la película. Una característica fundamental de los treinta es que hubo una profesionalización de la música en el cine con Erich Korngold y Max Steiner como máximos exponentes. De hecho, fue este último quien, siendo discípulo de Gustav Mahler en Viena, decidió transformar King Kong en una obra musical instrumental. Esta decisión, en conjunto con el productor, transformó la historia del cine, pues desde allí las BSO fueron de extrema importancia.
Esta etapa está caracterizada por el desarrollo de piezas largas, concebidas para la película, carácter descriptivo o épico. También aparecen temas singulares.
La música en el cine comienza realmente con la obra de aquellos europeos exiliados que llegan a Estados Unidos buscando trabajo, y lo consiguen en el naciente cine sonoro. Korngold, Steiner, Waxman, Tiomkin, Rózsa son nombres recordados en la historia del cine

### El tema principal (1951-1971)
Un tema domina toda la película, repitiéndose varias veces durante el metraje.
Aparecen temas externos no creados para la película, pero que se integran en ella de manera significativa, dándole un nuevo carácter: La música del folcklore norteamericano, o de cualquier otro país. el jazz o el rock and roll comienzan a aparecer en el metraje de las películas como efecto de la naciente industria discográfica, los discos en LP o en Single, que dan nacimiento a un nuevo producto de consumo.
Aunque desde los años 1960 la música del cine comenzó a funcionar como un fin comercial para vender discos (especialmente tras el éxito de los Beatles), la mayoría de las películas no dejaron de tener bandas sonoras «incidentales» que fueran complemento de la acción dramática. Así lo hicieron compositores que habían alcanzado sus obras maestras en los años anteriores, ahora realizando aportes interesantes, pero quizás menos valorados. Este es el caso de Bernstein, Raksin y sobre todo Bernard Herrmann, probablemente el gran genio de la música cinematográfica.

### Nuevo sinfonismo (1972-2025)
Vuelta al sinfonismo clásico, con mezcla de contenidos.
En los últimos 30 años algunos compositores de renombre le han dado nuevas valoraciones por parte del público a las bandas sonoras. Ejemplos de esto son John Williams,Jerry Goldsmith, Alan Silvestri, Joe Hisaishi, Hans Zimmer, James Newton Howard, Danny Elfman, Basil Poledouris, James Horner, Vangelis, Nicola Piovani, o Ennio Morricone.
Algunos discos aún siguen vendiéndose por millones, como El rey Escorpión y la canción de I Stand Alone de Godsmack, Chariots of Fire y Blade Runner de Vangelis o La pantera rosa de Henry Mancini.

## Música diegética y no diegética
En un principio la música solía reproducirse tan sólo en aquellos trozos en los que quedaba justificada por la presencia de un gramófono, de una orquesta o de una radio (ya especificados previamente en el guion).
Este tipo de música creada para ilustrar una imagen cinematográfica en la que existe una fuente visible de emisión de sonidos (un tocadiscos, una orquesta de baile, un clarinetista ...) se la conoce con el nombre de Música diegética. Esta música debe contener necesariamente los instrumentos que aparecen en la imagen para dar credibilidad a esta. Por el contrario, no es muy difícil prever la existencia de una música no diegética, la composición de la cual no está subordinada a la presencia de alguna fuente sonora en la pantalla. En este segundo tipo, pues, el compositor tiene la libertad de escoger los instrumentistas que quiera. Es importante remarcar que este segundo tipo de música, a diferencia de la primera que tenía como finalidad dar credibilidad a las imágenes, tiene como objetivo principal subrayar el carácter poético y/o expresivo de las imágenes proyectadas.
Hablando en clave de cine actual, cabe decir que la relación entre estos dos estilos de música no es, ni mucho menos, de antagonismo, sino complementarias. La música diegética se convierte en no diegética cuando su presencia hace desaparecer la imagen que la originaba. Así, la música gana un nuevo papel a nivel discursivo. Del mismo modo ocurre en el sentido contrario: una música no diegética se convierte en diegética cuando aparece en la imagen del instrumento u objeto que generaba la música anteriormente. Por lo tanto, es frecuente encontrar música diegética y no diegética simultáneamente.

## Elementos de la música en el cine

### Pistas temporales
En algunos casos, el director ha pedido a los compositores de la música para imitar un compositor o estilo específico presente en la pista temporal. En otras ocasiones, los directores se han adherido tanto a la música temporal que deciden utilizarla y rechazar la partitura original escrita por el compositor. Uno de los casos más famosos es el de 2001: Una Odisea del Espacio, donde Kubrick optó por las grabaciones existentes de obras clásicas, incluidas las piezas del compositor György Ligeti en vez de la partitura de Alex North, aunque que Kubrick también había contratado a Frank Cordell para componer la música. Otros ejemplos son: Cortina rasgada (Bernard Herrmann), Troy (Gabriel Yared), Piratas del Caribe: la Maldición de la Perla Negra (Klaus Badelt), King Kong de Peter Jackson (Howard Shore) y The Bourne Identity (Carter Burwell).

### Estructura
Las películas a menudo tienen temas musicales diferentes para personajes, eventos, ideas u objetos importantes, una idea a menudo asociada con el uso del leitmotiv de Wagner. Estos se pueden reproducir en diferentes variaciones según la situación que representen, dispersos entre la música incidental. Un ejemplo de esta técnica es la música de John Williams para la saga La Guerra de las Galaxias y los numerosos temas relacionados con Darth Vader, Luke Skywalker y la princesa Leia (véase la música de La Guerra de las Galaxias para obtener más detalles). La música de la serie El Señor de los Anillos utiliza una técnica similar, con temas recurrentes para muchos personajes y lugares destacados. Michael Giacchino empleaba temas para personajes en la banda sonora de la película animada Up (2009), por la que recibió el Premio de la Academia a la Mejor Banda Sonora. Su banda sonora orquestal para la serie de televisión Lost también dependía en gran medida del personaje y también de situaciones específicas.
En 1983 se formó la Sociedad para la Preservación de la Música de Cine, una organización sin ánimo de lucro con el objetivo de preservar los "subproductos" de la creación de una partitura para el cine: los manuscritos de música (música escrita) y otros documentos y grabaciones de estudio generados en el proceso de composición y grabación que, en algunos casos, han sido descartados por los estudios de cine. Se debe preservar la música escrita para tocarla en conciertos y para hacer nuevas grabaciones. A veces sólo después de décadas se ha publicado una grabación de archivo de una partitura de cine en CD.